# Патријарх српски Атанасије I
Атанасије I је био архиепископ пећки и патријарх српски у времену од 1711. до 1712. године.
Први пут се помиње 1706. године као митрополит скопски Атанасије, када је заједно са епископом самоковским Нектаријем, посетио Рилски манастир и поклонио се Светом оцу Јовану Рилском.
Из времена његовог управљања Скопском епархијом сачуван је један запис који се односи на покривање постоља главног кубета Марковог манастира код Скопља.
Као митрополит скопски, изабран је за патријарха пећког па је признат за српског патријарха од свих Срба с обе стране Саве и Дунава, тако је и поред своје краткотрајне управе настојао да у Карловачкој митрополији одржи на снази стару праксу Пећке патријаршије, у којој се од давнина састајао народно-црквени сабор сваке године између Васкрса и Спасовдана.
Карловачки митрополити називали су се, између осталог, и егзарсима трона пећког. Зато је патријарх Атанасије, после смрти митрополита карловачког Софронија Подгоричанина, његовом наследнику послао потврдну грамату у којој је требало само испунити име на сабору изабраног митрополита.
Патријарх Атанасије I је на челу Српске цркве био непуних годину дана. Умро је 23. априла 1712. године.